# Vladislav Tretiak
Vladislav Aleksandrovich Tretiak es un ex portero ruso del equipo nacional de hockey sobre hielo de la Unión Soviética. Considerado como uno de los mejores porteros en la historia de este deporte, fue votado como uno de los seis jugadores del Centenial All-Star Team de la Federación Internacional de Hockey sobre Hielo (IIHF) en una encuesta realizada por un grupo de 56 expertos de 16 naciones. Es presidente de la Federación de hockey sobre hielo de Rusia y fue director general del equipo ruso de hockey en los Juegos Olímpicos de Invierno 2010.

## Biografía
Tretiak creció en la URSS. Sus padres son del distrito de Dmitrovsky. Su padre sirvió 37 años como piloto militar y su madre era profesora de educación física. Aunque inicialmente siguió a su hermano como nadador, cuando era niño, Tretiak se destacó en muchos deportes. Sin embargo, como muchos niños de su generación, amaba el hockey, y a los 11 años ingresó a la Escuela Deportiva Infantil y Juvenil del Club Deportivo Central del Ejército (conocido por sus siglas CSKA). Su primer entrenador fue Vitaly Erfilov.

## Trayectoria
Con once años entró en la Escuela Deportiva para Niños y Jóvenes del CSKA de Moscú. En 1969 debutó con el primer equipo del CSKA, en el que militaría hasta su retirada en 1984, y con el que ganó trece veces la liga soviética. Además fue elegido cinco veces el mejor jugador del campeonato.
Con la selección de la URSS fue tres veces campeón olímpico (Sapporo 1972, Innsbruck 1976 y Sarajevo 1984), además de subcampeón en Lake Placid 1980. También fue diez veces campeón del mundo.
Recibió ofertas millonarias para jugar en la Liga Nacional de Hockey, la liga canadiense-estadounidense, pero siempre las rechazó.
En 1978 recibió la Orden de Lenin, una de las máximas condecoraciones de la URSS.
A sus 32 años, en 1984, y aunque todavía era capaz de jugar hockey de alto nivel, se retiró. Se dice que quería pasar más tiempo con su familia y le pidió al entrenador de la selección nacional, Viktor Tikhonov, un régimen de entrenamiento en el que pudiera vivir en casa y asistir al campo de entrenamiento antes de los partidos. Dado que el resto del equipo pasaba la mayor parte del tiempo fuera de casa en el campo de entrenamiento, Tikhonov se negó. Esto contribuyó a la decisión de Tretiak de retirarse.
El retiro como tal se dio luego de una victoria por 2-0 sobre Checoslovaquia. Fue condecorado con la Orden de la Bandera Roja del Trabajo (1984). En 1987 escribió una autobiografía, Tretiak, The Legend. En 1989, fue nombrado miembro del Salón de la Fama del Hockey en Toronto, siendo el primer jugador soviético en ser honrado.
En 1990, Mike Keenan lo contrató como entrenador de porteros de los Chicago Blackhawks, lo que le permitió entrenar a Ed Belfour, Dominik Hašek y Jocelyn Thibault. Keenan quedó tan impresionado con sus habilidades que sugirió que aún teniendo 38 años podría jugar en la NHL. Tretiak dijo que ser entrenador era lo más parecido a jugar en la NHL. Después de dejar los Blackhawks, Belfour usó el uniforme número 20 como homenaje a Tretiak. Numerosos otros porteros, incluido Evgeni Nabokov, también usaron el número 20 como homenaje.
En 2000, fue elegido Mejor Jugador Ruso de Hockey del siglo XX. Fue una pieza vital de algunos de los equipos de hockey más dominantes de la historia y ahora se le considera uno de los mayores embajadores del hockey. 
En 2008 la Federación Internacional le eligió como uno de los integrantes del llamado Equipo del Centenario, tras una selección echa por 56 expertos de 16 países y donde están los seis mejores jugadores de siempre.
Para los Juegos Olímpicos de Sochi 2014, encendió la llama olímpica junto con Irina Rodnina.
Actualmente es el presidente de la Federación Rusa de Hockey sobre Hielo.

### Sanciones
Tretiak fue sancionado por el gobierno del Reino Unido en 2022 en relación con la guerra ruso-ucraniana.

## Vida personal
Tretiak se casó con su esposa Tatiana (nacida en 1950) el 23 de agosto de 1972, seis semanas después de conocerse. Su primer hijo, Dmitri, nació al año siguiente y su hija, Irina, nació 3 años después. Tatiana está titulada como profesora de literatura rusa, aunque ya no trabaja. Tretiak es un devoto cristiano ortodoxo ruso.

## Estadísticas

### Liga soviética
| Temporada       | Equipo          | Liga            | GP  | W  | L | T | MIN  | GA   | VI | PGC  |
| --------------- | --------------- | --------------- | --- | -- | - | - | ---- | ---- | -- | ---- |
| 1968–69         | CSKA Moscú      | Soviética       | 3   | —  | — | — | —    | 2    | —  | 0.67 |
| 1969–70         | CSKA Moscú      | Soviética       | 34  | —  | — | — | —    | 76   | —  | 2.24 |
| 1970–71         | CSKA Moscú      | Soviética       | 40  | —  | — | — | —    | 82   | —  | 2.03 |
| 1971–72         | CSKA Moscú      | Soviética       | 30  | —  | — | — | —    | 78   | —  | 2.60 |
| 1972–73         | CSKA Moscú      | Soviética       | 30  | —  | — | — | —    | 80   | —  | 2.67 |
| 1973–74         | CSKA Moscú      | Soviética       | 27  | —  | — | — | —    | 94   | —  | 3.48 |
| 1974–75         | CSKA Moscú      | Soviética       | 35  | —  | — | — | —    | 104  | —  | 2.97 |
| 1975–76         | CSKA Moscú      | Soviética       | 33  | —  | — | — | —    | 100  | —  | 3.03 |
| 1976–77         | CSKA Moscú      | Soviética       | 35  | —  | — | — | —    | 98   | —  | 2.80 |
| 1977–78         | CSKA Moscú      | Soviética       | 29  | —  | — | — | —    | 72   | —  | 2.48 |
| 1978–79         | CSKA Moscú      | Soviética       | 40  | —  | — | — | —    | 111  | —  | 2.78 |
| 1979–80         | CSKA Moscú      | Soviética       | 36  | —  | — | — | —    | 85   | —  | 2.36 |
| 1980–81         | CSKA Moscú      | Soviética       | 18  | —  | — | — | —    | 32   | —  | 1.78 |
| 1981–82         | CSKA Moscú      | Soviética       | 41  | 34 | 4 | 3 | 2295 | 65   | 6  | 1.70 |
| 1982–83         | CSKA Moscú      | Soviética       | 29  | 25 | 3 | 1 | 1641 | 40   | 6  | 1.46 |
| 1983–84         | CSKA Moscú      | Soviética       | 22  | 22 | 0 | 0 | 1267 | 40   | 4  | 1.89 |
| Total soviético | Total soviético | Total soviético | 482 | —  | — | — | —    | 1158 | —  | 2.31 |

### Internacionalmente
| Año            | Equipo                                 | Evento         | GP | W | L | T | MIN  | GA  | VI | PGC  |
| -------------- | -------------------------------------- | -------------- | -- | - | - | - | ---- | --- | -- | ---- |
| 1968           | Sub-20 de hockey de la Unión soviética | EJC            | 1  | — | — | — | 20   | 1   | 0  | 3.00 |
| 1969           | Unión soviética                        | EJC            | 2  | — | — | — | —    | —   | —  | —    |
| 1970           | Unión soviética                        | EJC            | 2  | — | — | — | —    | —   | —  | —    |
| 1970           | Selección de la Unión soviética        | WC             | 6  | — | — | — | 215  | 4   | —  | 1.12 |
| 1971           | Unión soviética                        | EJC            | 3  | — | — | — | 180  | 5   | —  | 1.67 |
| 1971           | Unión soviética                        | WC             | 5  | — | — | — | 241  | 6   | —  | 1.49 |
| 1972           | Unión soviética                        | Olimpiadas     | 4  | — | — | — | 240  | 10  | —  | 2.50 |
| 1972           | Unión soviética                        | WC             | 8  | — | — | — | 430  | 15  | —  | 2.09 |
| 1972           | Unión soviética                        | SS             | 8  | — | — | — | 480  | 31  | —  | 3.87 |
| 1973           | Unión soviética                        | WC             | 7  | — | — | — | 420  | 14  | —  | 2.00 |
| 1974           | Unión soviética                        | WC             | 8  | — | — | — | 440  | 12  | —  | 1.64 |
| 1974           | Unión soviética                        | SS             | 7  | — | — | — | 420  | 25  | —  | 3.57 |
| 1975           | Unión soviética                        | WC             | 8  | — | — | — | 449  | 18  | —  | 2.41 |
| 1976           | Unión soviética                        | Olimpiadas     | 4  | — | — | — | 240  | 10  | —  | 2.50 |
| 1976           | Unión soviética                        | WC             | 10 | — | — | — | 577  | 19  | —  | 1.98 |
| 1976           | Unión soviética                        | CC             | 5  | — | — | — | 300  | 14  | —  | 2.80 |
| 1977           | Unión soviética                        | WC             | 9  | — | — | — | 482  | 17  | —  | 2.12 |
| 1978           | Unión soviética                        | WC             | 8  | — | — | — | 480  | 21  | —  | 2.63 |
| 1979           | Unión soviética                        | WC             | 7  | — | — | — | 407  | 12  | —  | 1.77 |
| 1980           | Unión soviética                        | Olimpiadas     | 5  | — | — | — | 220  | 9   | —  | 2.45 |
| 1981           | Unión soviética                        | WC             | 7  | — | — | — | 420  | 13  | —  | 1.86 |
| 1981           | Unión soviética                        | CC             | 6  | — | — | — | 360  | 8   | —  | 1.33 |
| 1982           | Unión soviética                        | WC             | 8  | — | — | — | 464  | 19  | —  | 2.46 |
| 1983           | Unión soviética                        | WC             | 7  | — | — | — | 420  | 4   | —  | 0.57 |
| 1984           | Unión soviética                        | Olimpiadas     | 6  | — | — | — | 360  | 4   | —  | 0.67 |
| total olímpico | total olímpico                         | total olímpico | 19 | — | — | — | 1060 | 33  | —  | 1.87 |
| total WC       | total WC                               | total WC       | 98 | — | — | — | 5445 | 174 | —  | 1.92 |

### Super Series
Los Super Serie fueron juegos de exhibición entre un equipo de NHL y equipos soviéticos (generalmente un club de la Liga del Campeonato soviético). Tretiak compitió en tres de ellos.
| Año     | Equipo          | Evento  |   | GP | W | L | T   | MIN | GA   | GAA | SO |
| ------- | --------------- | ------- | - | -- | - | - | --- | --- | ---- | --- | -- |
| 1975–76 | CSKA Moscú      | Super-S | 4 | 2  | 1 | 1 | 240 | 12  | 3.00 | 0   |    |
| 1980    | CSKA Moscú      | Super-S | 5 | 3  | 2 | 0 | 300 | 18  | 3.60 | 0   |    |
| 1983    | Unión soviética | Super-S | 4 |    |   | 0 | 240 | 4   | 1.00 |     |    |

## Palmarés
- Tres oros olímpicos (Sapporo 1972, Insbruck 1976 y Sarajevo 1984) y una plata (Lake Placid 1980)
- Diez veces campeón del mundo (1970, 71, 73, 74, 75, 78, 79, 81, 82 y 83), dos veces subcampeón (1972 y 76) y un tercer clasificado (1977)
- Campeón de la Copa Canadá en 1981 y tercero en 1976
- Trece ligas de la URSS con el CSKA de Moscú

## Premios y reconocimientos
- Primer All-Star en la Liga Soviética de forma consecutiva cada año desde 1971 hasta 1984. En esos catorce años, ganó trece títulos de liga con el equipo del Ejército Rojo, y fue nombrado MVP de la liga en cinco ocasiones.
- En 1978, recibió la Orden de Lenin[13]
- Primer jugador nacido y entrenado fuera de América del Norte en ser incluido en el Salón de la fama del hockey
- Orden al Mérito por la Patria de 3.ª (2012) y 4.ª (2002) clase (Federación de Rusia)
- Orden de Honor (Federación de Rusia)
- Orden de la Bandera Roja del Trabajo (URSS)
- Orden de la Amistad de los Pueblos (URSS)
- Orden de la Insignia de Honor (URSS)
- Medalla de los Trabajadores Distinguidos (URSS)
- Medalla del 60.º Aniversario de las Fuerzas Armadas de la URSS (URSS)
- En los Juegos Olímpicos de Invierno de 2014 en Sochi, Rusia, se le otorgó el honor de encender la llama  Olímpica junto con Irina Rodniná.
- Medalla por Servicio Meritorio (Canadá)

## Vida personal
Tretiak contrajo matrimonio con Tatiana (nacida en 1950) el 23 de agosto de 1972, seis semanas después de conocerse. Su primer hijo, Dmitri, nació al año siguiente y su hija, Irina, nació 3 años después. Tatiana está cualificada como profesora de literatura rusa, aunque ya no ejerce. Tretiak es un devoto cristiano ortodoxo ruso.
El 21 de diciembre de 2012, votó a favor de la "Ley Dima Yakovlev" en la Duma Estatal. Esta legislación prohíbe la adopción de niños rusos por parte de ciudadanos estadounidenses. La legislación fue la respuesta al proyecto de ley Magnitsky.

## Apoyo a otros deportes
Tretiak ha apoyado la candidatura para que el bandy sea reconocido como deporte olímpico.